# Колба Кляйзена

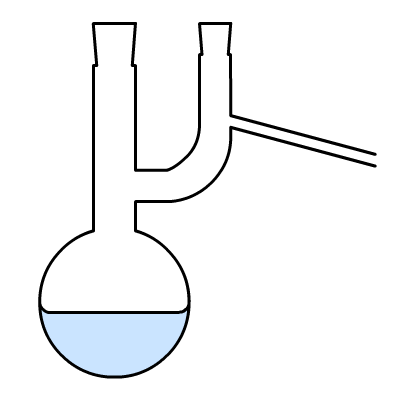
Колба Кляйзена

Ко́лба Кля́йзена (Кла́йзена) — круглодонна колба особливої конструкції для дистиляційної перегонки органічних сполук (у тому числі для перегонки під зменшеним тиском) і синтезу хімічних речовин.

## Конструкція
Колба Кляйзена відрізняється від колби Вюрца тим, що її горло має дві горловини (шийки), одна з яких (бічна) оснащена паровідвідною трубкою (відростком) колінчатою форми для з'єднання з холодильником. Ця горловина повинна мати однаковий діаметр по всій своїй довжині і не звужуватися в місці спаю з другою горловиною, в іншому випадку відбувається захлинання флегмою, що стікає і нерівномірне кипіння рідини в колбі. Іноді шийки бувають з одним або декількома кулястими розширеннями.
Застосування колби Клайзена дає можливість закріплювати в горлі колби термометр і капілярну трубку. Така конструкція знижує до мінімуму можливість перекидання рідини, що переганяється в дистилят при спіненні або розбризкуванні.
При перегонці малих кількостей рідини дуже зручні грушоподібні колби Клайзена.

## Використання
Колбу Клайзена занурюють в баню, що забезпечує рівномірне нагрівання. Температура нагріву повинна бути приблизно на 20-30 °С вище температури кипіння речовини, що переганяється. При нагріванні в бані колбу занурюють у баню таким чином, щоб рівень рідини, що переганяється був трохи нижче рівня рідини в бані.

## Додаткові відомості
Колба названа за ім'ям німецького хіміка Людвіга Кляйзена, який створив її в 1893 р.
Розміри колби і діаметри горловин і шліфів визначаються за ГОСТ 25336-82.